# ألف دينيسي
ألف دينيسي (بالإنجليزية: Alf Dean)‏ (2 يناير 1877 بويست بروميتش في المملكة المتحدة - 1 يناير 1959) هو لاعب كرة قدم بريطاني (وحمل سابقاً جنسية المملكة المتحدة لبريطانيا العظمى وأيرلندا) في مركز الهجوم. لعب مع سويندون تاون وغريمسبي تاون ونادي بريستول سيتي ونادي دندي ونادي ميلوول ونادي والسول ونوتينغهام فورست ووست بروميتش ألبيون ونادي تلفورد يونايتد.